# Strawberry (condado de Marin)
Strawberry es un lugar designado por el censo en el condado de Marin en el estado estadounidense de California. En el año 2000 tenía una población de 5,302 habitantes y una densidad poblacional de 1,514.9 personas por km².

## Geografía
Strawberry se encuentra ubicado en las coordenadas 37°53′49″N 122°30′32″O / 37.89694, -122.50889. Según la Oficina del Censo, la ciudad tiene un área total de 3,5 km² (1,4 mi²), de la cual 3,5 km² (1,4 mi²) es tierra y 0 km² (0 mi²) (0%) es agua.

## Demografía
Según la Oficina del Censo en 2000 los ingresos medios por hogar en la localidad eran de $70,432, y los ingresos medios por familia eran $99,409. Los hombres tenían unos ingresos medios de $70,298 frente a los $46,336 para las mujeres. La renta per cápita para la localidad era de $50,581. Alrededor del 7.1% de la población estaban por debajo del umbral de pobreza.